# Barberino di Mugello
Barberino di Mugello ist eine italienische Gemeinde mit 10.968 Einwohnern (Stand 31. Dezember 2023) in der Metropolitanstadt Florenz in der Region Toskana.

## Geografie

Lage der Gemeinde in der Metropolitanstadt Florenz

Die Gemeinde erstreckt sich über etwa 134 km². Sie liegt rund 25 km nördlich der Provinz- und Regionalhauptstadt Florenz im Mugello. Im südlichen Gemeindegebiet entspringt die Sieve.
Zu den Ortsteilen zählen Cavallina, Galliano, Làtera und Montecarelli.
Die Nachbargemeinden sind Calenzano, Cantagallo (PO), Castiglione dei Pepoli (BO), Firenzuola, Scarperia e San Piero, Vaiano (PO) und Vernio (PO).

## Geschichte
Bei einer Erdbebenserie am 8. und 9. Dezember 2019, deren stärkstes Beben eine Magnitude von 4,8 mb aufwies, ereigneten sich Schäden im Ort, betroffen waren unter anderem das Rathaus und die Pfarrkirche San Silvestro.

## Sehenswürdigkeiten
- Chiesa di Santa Maria di Vigesimo, Kloster, mit Werken von Domenico Ghirlandaio, Cosimo Rosselli und Benedetto Buglioni; um 1074 entstanden.[4]
- Chiesa dei Santi Jacopo e Maria, Kirche mit Werken von Taddeo Gaddi und Perugino
- Pieve di San Gavino Adimari, 1037 entstandene Pieve[4]
- Pieve di San Giovanni in Petroio, bereits 1078 erwähnte Pieve[4]
- Villa der Medici in Cafaggiolo

## Gemeindepartnerschaften
Barberino di Mugello unterhält Partnerschaften mit folgenden Gemeinden:
- Betton, Frankreich, seit 2004[5]
- Laurenzana, Provinz Potenza, Italien
- Torrelodones, Autonome Gemeinschaft Madrid, Spanien
- Yraifia, Westsahara, seit 2002[6]

## Söhne und Töchter der Gemeinde
- Gastone Nencini (1930–1980), Radrennfahrer
- Giuliano Vangi (1931–2024), Bildhauer
- Daniela Maccelli (1949–2022), Turnerin
- Stefano Braschi (* 1957), Fußballschiedsrichter